# Ґожеслав
Ґожеслав (пол. Gorzesław) — село в Польщі, у гміні Берутув Олесницького повіту Нижньосілезького воєводства.
Населення — 409 осіб (2011).
У 1975-1998 роках село належало до Вроцлавського воєводства.

## Демографія
Демографічна структура станом на 31 березня 2011 року:
|          | Загалом | Допрацездатний вік | Працездатний вік | Постпрацездатний вік |
| -------- | ------- | ------------------ | ---------------- | -------------------- |
| Чоловіки | 198     | 46                 | 138              | 14                   |
| Жінки    | 211     | 40                 | 122              | 49                   |
| Разом    | 409     | 86                 | 260              | 63                   |